# Muhlenbergia brandegeei
Muhlenbergia brandegeei là một loài thực vật có hoa trong họ Hòa thảo. Loài này được C.Reeder mô tả khoa học đầu tiên năm 1956.